# Wolfgang Schmieder
Wolfgang Schmieder (Bromberg, 29 maggio 1901 – Fürstenfeldbruck, 8 novembre 1990) è stato un musicologo tedesco.
È famoso per aver compilato, tra il 1946 e il 1950, il catalogo delle Opere di Johann Sebastian Bach, il noto BWV, sigla di Bach-Werke-Verzeichnis. Il sistema di numerazione usato nel BWV è divenuto da allora un standard quasi universale, usato da studiosi e musicisti in tutto il mondo.
Schmieder ha lavorato come Consulente Speciale per la Musica per la città e la biblioteca dell'Università Johann Wolfgang Goethe di Francoforte sul Meno da aprile 1942 fino al suo pensionamento avvenuto nel 1963. Nell'ultima parte della sua vita visse a Friburgo fino alla morte, avvenuta l'8 novembre del 1990 all'età di 89 anni.